# Joachim-Jean-Xavier d'Isoard
Pour les articles homonymes, voir Isoard.
Joachim-Jean-Xavier d'Isoard, né le 23 octobre 1766 à Aix-en-Provence, et mort le 7 octobre 1839 à Paris, est un cardinal français de l'Église catholique romaine.

## Biographie
Joachim d'Isoard étudie au séminaire d'Aix et se refugie pendant la Révolution française à Vérone. Il retourne à Aix-en-Provence après la chute de Robespierre. En 1803, il est nommé auditeur à la Rote romaine pour la France et y est élu doyen. Il est chargé d'affaires pour la France auprès du Saint-Siège, après le retour de Napoléon en 1815. Il est nommé baron par le roi Louis XVIII en 1823.
Le pape Léon XII le créé cardinal lors du consistoire du 25 juin 1827. Il est élu archevêque d'Auch en 1828. D'Isoard participe au conclave de 1829, lors duquel Pie VIII est élu pape et à celui de 1830-1831 qui voit l'élection de Grégoire XVI.
Le roi Charles X le nomme duc en 1829 (il sera l'unique duc d'Isoard). Le roi Louis-Philippe le désigne en 1839 comme archevêque de Lyon, mais il meurt avant sa nomination.
Il est apparenté à Louis-Romain-Ernest Isoard, évêque d'Annecy.

## Armes
D'argent à la fasce de gueules chargé d'une étoile du premier émail croisé de sable; la fasce accompagnée de 3 loups naissant de sable, armés et lampassés de gueules, 2 en chef et 1 en pointe.

## Succession apostolique
Joachim-Jean-Xavier d'Isoard a ordonné les évêques suivants :
- Évêque Toussaint Casanelli d'Istria (1833)